# 藤澤直武
藤澤 直武（ふじさわ なおたけ）は、日本の中小企業診断士、経営コンサルタント。一般社団法人 日本地域イノベーション研究機構代表理事。地域資源活用や地域連携に関する支援、農林水産分野での6次産業化推進、経営人材育成など多方面で活動している。

## 略歴
兵庫県立大学大学院経営研究科修了（MBA）。中小企業診断士、地域資源活用・地域連携中央サポートセンター(東京都港区青山三丁目1番30号) ・エグゼクティブプランナー、食の6次産業化プロデューサーレベル4として全国の地域活性化・産業振興プロジェクトに参画。
一般社団法人日本地域イノベーション研究機構（国家戦略プロフェッショナル検定の認定教育機関）代表として、全国を対象に食の6次産業化プロデューサー認定対応講座を運営している。
これまでに兵庫県立大学、倉敷芸術科学大学、広島県農業科学技術大学校などで講師を務め、地域キャリア論、6次産業論等を担当。兵庫県事業「兵庫丹波の実り・魅力ある地域づくり構想」策定では総括責任者を務めた。

## 主な活動
- 農林水産分野における6次産業化推進（農産加工品開発、地域ブランド構築、販路開拓支援）
- 地域資源を活用した新商品・サービスの開発（例：岡山県産マスカットを用いたワイン開発、レモン加工品、乗馬用ジーンズなど）
- 岡山県倉敷市児島地域のデニム産業を活用した乗馬用ジーンズの開発支援[5]。この製品は、後に武豊らプロジョッキーが使用する商品となり、缶コーヒー「BOSS」のテレビコマーシャルなどでも採用された[6][7]。
- 公的機関・自治体・企業向けの経営計画、BCP（事業継続計画）、起業家育成セミナーの企画運営
- 地域連携プロジェクト（岡山県 繊維産業×高校生による産学官連携、北海道中札内村、山口県長門市/俵山温泉、鹿児島県錦江町ワーケーション企画による企業誘致支援など）

## 人材育成研修
- 広島県における農山漁村発イノベーション人材育成研修（令和3,4年度）[8]
- 新潟県における6次産業化ファーストステップ研修会（令和5,6年度）[9]
- 加藤路瑛（株式会社クリスタルロード）との共同セミナー[10]
- 慶應ビジネススクールケースメソッド教授法セミナーを修了、竹内伸一らと高知県土佐市の高岡中学校にてケースメソッド教育の導入試験を行い、出版物となる。『討論授業が中学校の授業を変える―ケースメソッドによる土佐市の学校改革』学事出版、2015年、ISBN 4761921366

## 受賞
- ダルメイン世界マーマレードアワード2025 アマチュア部門銀賞[11]

## 著書
- 『建設業が勝つための見積力』パレード出版社、2013年、ISBN 978-4-434-17609-8
- 『早わかりMBA塾ノート』宣匠出版社、2015年、ISBN 978-4-434-20457-9

## 論文
- 「マスカット・オブ・アレキサンドリアの持続的生産に関する考察と農芸品思想」『商大ビジネスレビュー』1(2)、兵庫県立大学大学院経営研究科、2012年
- 「馬が感じられるまちづくりに向けた産業・観光分野での地域イノベーションに関する考察」『商大ビジネスレビュー』4(3)、兵庫県立大学大学院経営研究科、2015年
- 「乗馬倶楽部のマネジメントと地域協働に関する考察」『ビジネス・マネジメント研究』10、日本ビジネスマネジメント学会、2014年
- 「馬がかんじられるまちづくりに関する研究ノート」『ビジネス・マネジメント研究』14, 75-86, 2018年[12]
- 「大学院型中小企業診断士登録養成課程修了後の社会的諸活動に関する考察」CiNii[13]
- 「馬がかんじられるまちづくりに向けた地域経営に関する考察」CiNii[14]
- CiNii掲載論文一覧: https://cir.nii.ac.jp/crid/1410005910387982336

## メディア掲載
- 十勝毎日新聞「ノベーションテーマに講座　中札内」2023年1月30日[15]
- CNET Japan「『山口型ワーケーション』とは--印象や魅力を体験者に聞く」2023年9月30日[16]
- ANA公式サイト「地域活性化」欄掲載[17]
- 山口県庁「山口県テレワーク・ワーケーション総合案内サイト」紹介ページ[18]